# Maximilian Raub
Pour les articles homonymes, voir Raub.
Maximilian Raub, né le 13 avril 1926 et mort le 17 novembre 2019 à Vienne, est un kayakiste autrichien pratiquant la course en ligne.

## Palmarès

### Jeux olympiques de canoë-kayak course en ligne
- 1952 à Helsinki,  Finlande
  -  Médaille de bronze en K-2 1000m
- 1956 à Melbourne,  Australie
  -  Médaille de bronze en K-2 1000m [2]